# Гоготишвили, Лола Мелитоновна
Лола Мелитоновна Гоготишвили (1916 год, Озургетский уезд, Кутаисская губерния, Российская империя — неизвестно, село Натанеби, Махарадзевский район, Грузинская ССР) — колхозница колхоза имени Берия Натанебского сельсовета Махарадзевского района, Грузинская ССР. Герой Социалистического Труда (1950).

## Биография
Родилась в 1916 году в крестьянской семье в одном из сельских населённых пунктов Озургетского уезда. Окончила местную школу. С середины 1930-х годов трудилась на чайной плантации в колхозе имени Берия Махарадзевского района (в 1953 году колхоз был награждён Орденом Ленина, позднее после объединения — колхоз имени Ленина Махарадзевского района), которым руководил Василий Виссарионович Джабуа) .
В 1949 году собрала 6328 килограмма сортового зелёного чайного листа на участке площадью 0,5 гектара. Указом Президиума Верховного Совета СССР от 19 июля 1950 года удостоена звания Героя Социалистического Труда за «получение высоких урожаев сортового зелёного чайного листа и цитрусовых плодов в 1949 году» с вручением ордена Ленина и золотой медали «Серп и Молот» (№ 5231).
За выдающиеся трудовые достижения по итогам работы в 1953 году была награждена вторым Орденом Ленина и по итогам Семилетки (1959—1965) — Орденом Трудового Красного Знамени.
После выхода на пенсию проживала в селе Натанеби Махарадзевского района. Дата смерти не установлена.
Награды
- Герой Социалистического Труда
- Орден Ленина — дважды (1950; 23.07.1954))
- Орден Трудового Красного Знамени (02.04.1966)